# Буджак (дем Доксат)
Вижте пояснителната страница за други значения на Буджак.
Буджак (на гръцки: Βαθύσπηλο, Ватиспило, катаревуса: Βαθύσπηλον, Ватиспилон, до 1927 година Μπουτζάκ, Будзак) е село в Гърция, част от дем Доксат на област Източна Македония и Тракия.

## География
Селото се намира на 680 m надморска височина в Драмското поле в северозападното подножие на планината Урвил (Леканис). Отдалечено е на 15 km югоизточно от град Драма.

## История

### В Османската империя
Според Васил Кънчов („Македония. Етнография и статистика“) в началото на XX век Буджак е турско село с 450 жители.
При избухването на Балканската война в 1912 година един човек от Буджак е доброволец в Македоно-одринското опълчение.

### В Гърция
През Балканската война селото е освободено от части на българската армия, но след Междусъюзническата война от 1913 година остава в пределите на Гърция. През 20-те години турското население на селото се изселва и на негово място са настанени гърци бежанци. В 1928 година Буджак е чисто бежанско село със 183 бежански семейства и 794 души бежанци. В 1927 година е прекръстено на Ватиспилон. След Втората световна война населението масово се изселва към големите градове.
Населението произвежда тютюн, жито и други замеделски култури, като се занимава и със скотовъдство.
| Година    | 1913 | 1920 | 1928 | 1940 | 1951 | 1961 | 1971 | 1981 | 1991 | 2001 | 2011 | 2021 |
| --------- | ---- | ---- | ---- | ---- | ---- | ---- | ---- | ---- | ---- | ---- | ---- | ---- |
| Население | 670  | 885  | 778  | 817  | 1148 | 600  | 273  | 255  | 216  | 243  | 235  | 174  |

## Личности
Родени във Ватиспило
- Божин Атанасов (1869 – ?), македоно-одрински опълченец, Първа рота на Тринадесета кукушка дружина[6]